# ㇲ
「ㇲ」は小書き片仮名の「ス」であり、アイヌ語で使用される仮名のひとつである。前の音と組み合わせ1モーラを形成する。通常は日本語では使用されない。
「ス」の発音と異なり、スを発音するかしないか（内破音）程度の息が漏れる場合に使用され、音節最後の「s」の発音となる。アイヌ語の場合は「閉音節の音節末子音S」となる。
「閉音節の音節末子音S」での発音はほとんどは「ㇱ」であり、この文字で表記されるのは、前の母音が「a」の場合などの一部である。

## ㇲに関わる諸事項
- アイヌ語に対応する目的で、JIS X 0213で追加された仮名の一つである。
- 日本語の助動詞「です」「ます」の場合に、俗に「でㇲ」「まㇲ」が使用されることがある。